# فوتنی، اندر
فوتنی، اندر (به فرانسوی: Fontenay) یک کمون در فرانسه است که در اندر واقع شده‌است. فوتنی ۱۲٫۳۳ کیلومتر مربع مساحت و ۷۹ نفر جمعیت دارد و ۱۳۵ متر بالاتر از سطح دریا واقع شده‌است.